# Grupo México
Grupo México er en mexicansk koncern indenfor minedrift, transport og infrastruktur. 
Mine-divisionen er gennem datterselskabet Asarco i blandt de største kobberproducenter i verden. Transport-divisionen ejer og driver 11.000 km jernbane i Mexico med mere end 800 lokomotiver og 26.300 togvogne.
Virksomheden blev etableret af Raúl Antonio Escobedo og Larrea Mota Velasco i 1978.